# Verbena neomexicana
Verbena neomexicana — вид рослин родини Вербенові (Verbenaceae), поширений у північній Мексиці й на півдні США.

## Опис
Багаторічна трава. Суцвіття — вузький колос. 

## Поширення
Поширений у північній Мексиці й на півдні США (від Техасу до південної Каліфорнії).
Росте на скелястих схилах і може бути рясною на вапняку.